# Octophthalmus marginatus
 (octobre 2021).
Genre
Espèce
Octophthalmus marginatus, unique représentant du genre Octophthalmus, est une espèce d'opilions laniatores à l'appartenance familiale incertaine.

## Distribution
Cette espèce se rencontre au Pérou ou en Équateur.

## Publication originale
- Wood, 1869 : « On the Phalangia and Pedipalpi collected by Professor Orton in Western South America, with description of new African species. » Transactions of the American Philosophical Society, vol. 13, p. 435-442 (texte intégral).